# Polsat 2
Polsat 2 ist ein privater polnischer Fernsehsender.
Polsat 2 startete seine Testsendungen am 1. März 1997 als zweiter Sender der Polsat-Gruppe. Anfangs bestand das Programm ausschließlich aus Filmen, ehe man ein wenig später im selben Jahr begann, auch Eigenproduktionen und Sendungen für Kinder und junge Zuschauer zu starten.
Am 1. April 2000 fusionierte Polsat 2 mit Nasza TV zu TV4. Die Marke Polsat 2 jedoch blieb. Kurz darauf startete der Informationssender Polsat 2 Info. Dieser kam jedoch in große Kritik, da er nicht die Rechte am ausgestrahlten Material besaß. Auch das Digitalpaket der Polsat-Gruppe erhielt den Namen Polsat 2 Cyfrowy (heute Cyfrowy Polsat).
Am 1. Januar 2001 entstand Polsat 2 erneut. Seitdem trug Polsat 2 den Zusatz „International“. Wiederholungen der Sender Polsat, TV4, TV Puls und Polsat Sport bestimmten von nun an das Programm. Nachts, mitteleuropäischer Zeit, ist der Sender an die Polen in den USA gerichtet, für die eigenproduzierte Sendungen gezeigt werden.
Am 4. Oktober 2007 erhielt Polsat 2 ein neues Logo, Design und Programmschema. Seitdem sendet Polsat 2 ohne den Zusatz „International“ im Namen.

## Logos

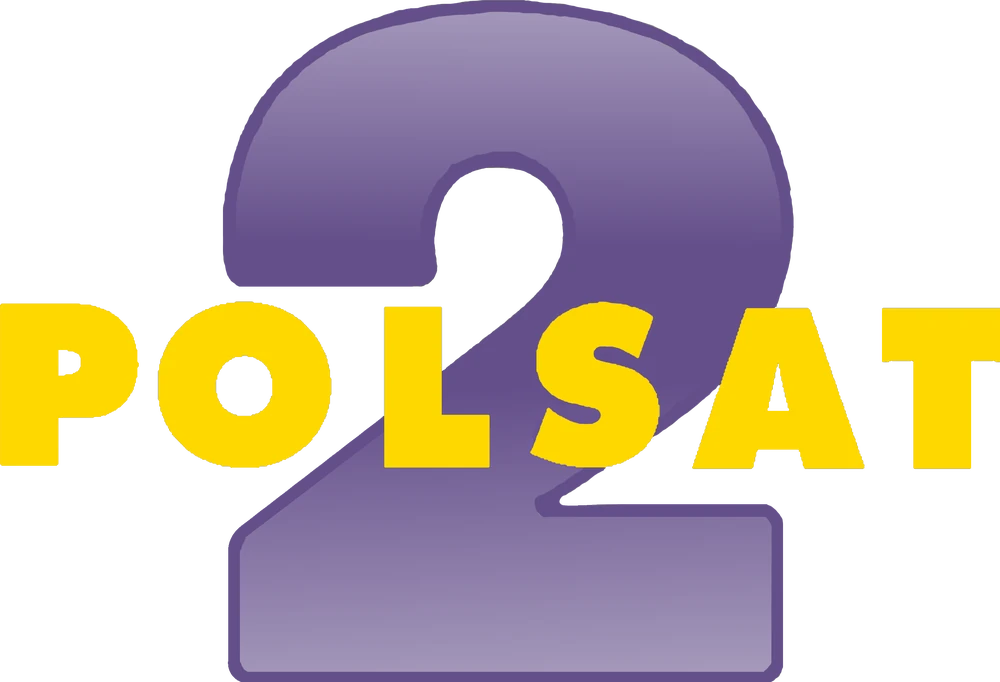
1. März 1997 – 1. Januar 2002
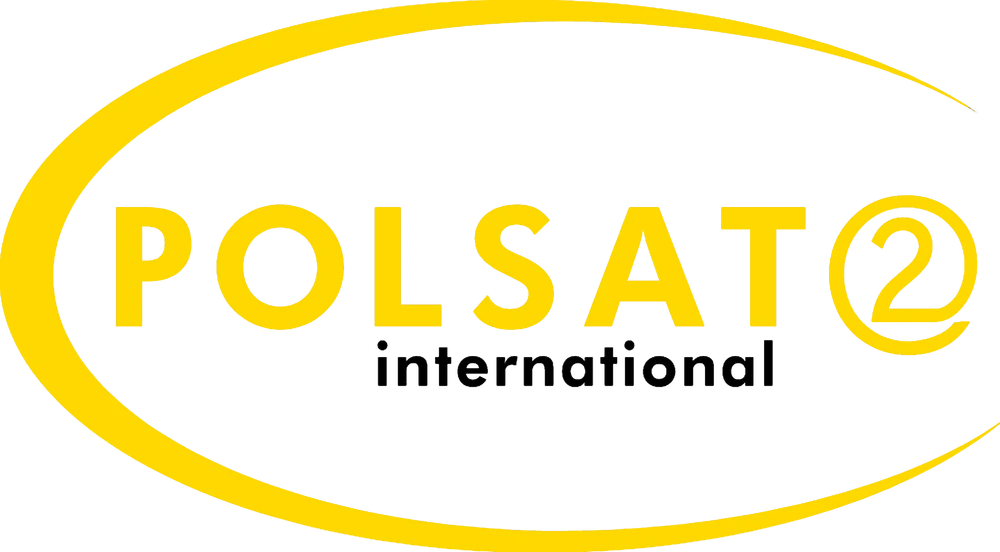
2. Januar 2002 – 3. Oktober 2007
4. Oktober 2007 – 5. April 2020
6. April 2020 – 29. August 2021
Seit dem 30. August 2021